# Antun Bonačić
Antun Bonačić (12. června 1905 Split – 25. září 1948 jugoslávská hranice) byl jugoslávský fotbalista, který hrál jako záložník.

## Klubová kariéra
V letech 1922–1928 hrál 1. jugoslávskou ligu s Hajdukem Split. V 16 letech debutoval za A-tým. S klubem vyhrál 2 tituly.
Pro sezónu 1928–1929 přestoupil do Olympique Marseille, kde odehrál 8 zápasů a vyhrál francouzský amatérský šampionát. V roce 1929 se vrátil do Hajduku, v roce 1933 ukončil kariéru.
Za Hajduk odehrál 253 zápasů a vstřelil 118 gólů. Z toho 58 zápasů a 21 gólů v lize. 

## Reprezentační kariéra
Za reprezentaci debutoval 28. září 1924 proti Československu. 10. května 1927 vstřelil proti Rumunsku gól. 25. října 1931 odehrál svůj poslední zápas v reprezentaci, přátelský zápas proti Polsku. 
Za reprezentaci odehrál 9 zápasů a vstřelil 2 góly. 

## Profil hráče
Byl velmi rychlý hráč se skvělou technikou a driblinkem. Byl známý svým způsobem střílení gólů, střílel je z velké vzdálenosti.

## Osobní život
Byl bratrem fotbalisty Mirka Bonačiće.
Byl zabit 25. září 1948 při pokusu o ilegální překročení hranic mezi Jugoslávií a Itálií.